# ビニル基

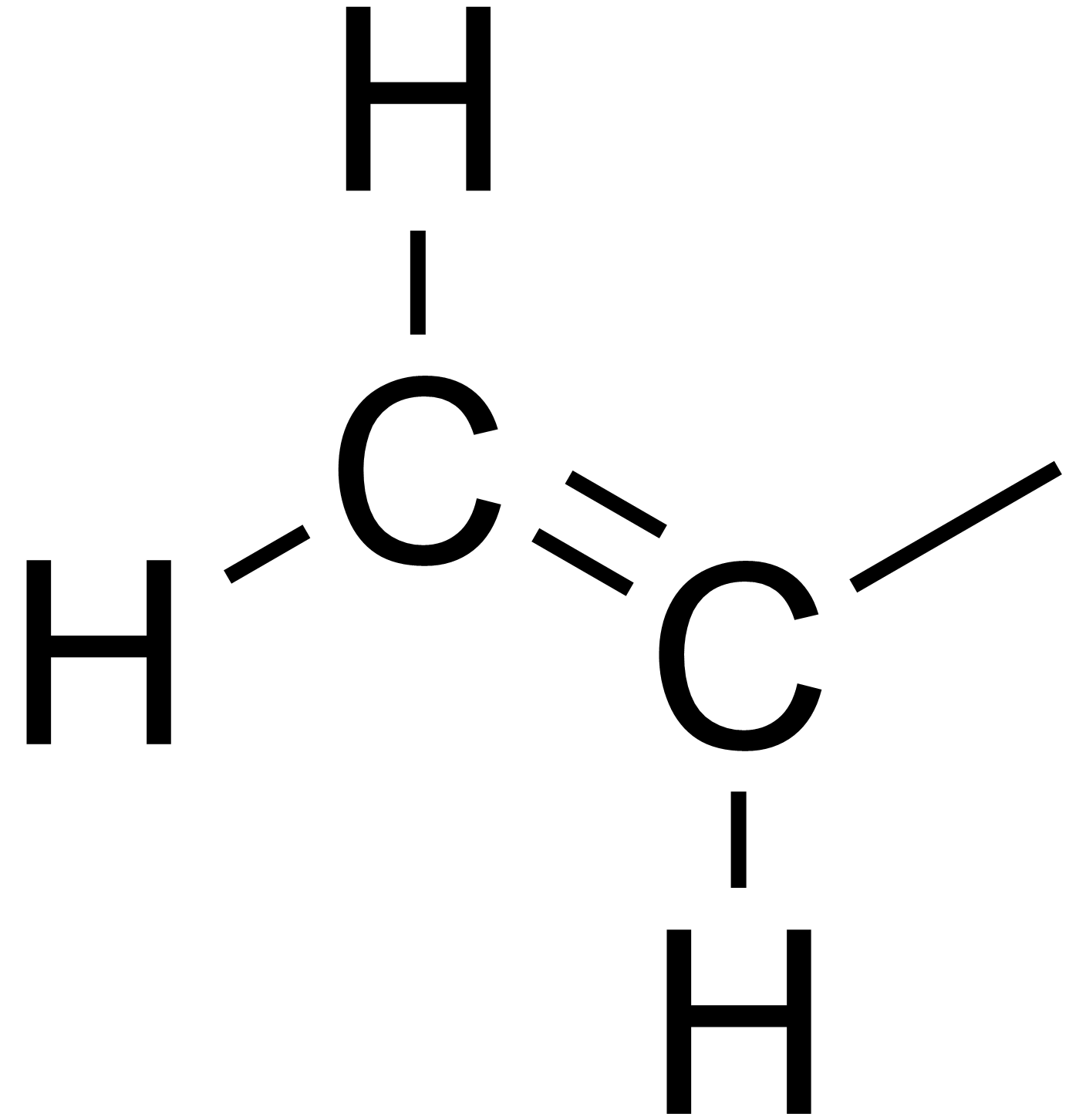
ビニル基

ビニル基（ビニルき、vinyl group）とは、有機化学における基のひとつで、エチレンから水素を1個取り去った H2C=CH- という構造を持つ 1価のもののこと。「ビニル」はIUPAC命名法が認める慣用名で、系統名 エテニル (ethenyl) にあたる。クロロエチレン（塩化ビニルモノマー）、酢酸ビニル（ポリ酢酸ビニルのモノマー）などの構成要素。
電場効果は弱い電子求引性、共鳴効果は弱い電子供与性を示す。

## 関連する基
H2C=C< という構造を持つ 2価の基はビニリデン基 (vinylidene group)、-CH=CH- という 2価の基はビニレン基 (vinylene group) と呼ばれる。ともにIUPAC命名法で慣用名として許容されている。